# Аїмеліїк
7°25′00″ пн. ш. 134°31′00″ сх. д. / 7.4166666666667° пн. ш. 134.51666666667° сх. д.
Аїмеліїк — штат у Палау, розташований зокрема на південний захід від острова Бабелдаоб. Площа штату становить 52 км² і населення 270 жителів (2005 року). Столиця — Уліманг.

## Історія
Територія штату керувалася Іспанією до 1899 року, коли вона була продана Німеччині. 1919 року стало японським володінням, поки Сполучені Штати не взяли його під свій контроль після Другої світової війни.

## Політика та уряд
У штаті Аїмеліїк з менш ніж 350 жителями обраний виконавчий директор, губернатор. У штаті також є законодавчий орган, який обирається кожні чотири роки. Населення штату обирає одного з членів Палати представників Палау.